# Gente della notte
(Una strofa della canzone)
Gente della notte è un brano del cantautore e rapper italiano Lorenzo Jovanotti distribuito come singolo di grande successo nel 1991.

## Il brano
Il brano è stato scritto ai tempi in cui Jovanotti era ancora un giovane DJ, e il testo racconta proprio della vita notturna romana, nelle discoteche, dove il cantante ha trascorso l'adolescenza. Il brano ha un canto molto lento e soft, talvolta addirittura semplicemente parlato a tempo di una chitarra acustica e una batteria e trasmette calma e positività, così come vede Jovanotti la notte.
Nel 1999 Jovanotti interpretò il brano in un duetto insieme a Max Pezzali al Night Live Express.

## Tracce
Testi di Jovanotti, musiche di Massimo Gabutti e Jovanotti.
1. Gente della notte – 4:29